# آکوری
آکوری (به ارمنی: Աքորի) یک روستا در ارمنستان است که در استان لوری واقع شده‌است. آکوری در ۴۹ کیلومتری شمال شرق وانادزور، مرکز استان لوری واقع شده‌است.

## خصوصیات
آکوری ۲٬۴۶۸ نفر جمعیت دارد و در ارتفاع ۱۴۰۰ متر بالاتر از سطح دریا قرار گرفته‌است.

## جاذبه‌های تاریخی

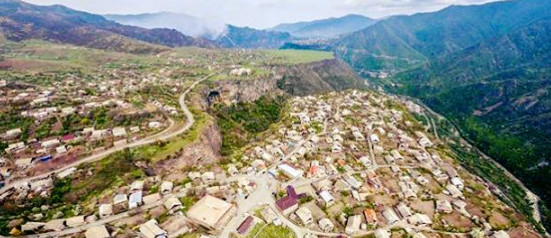
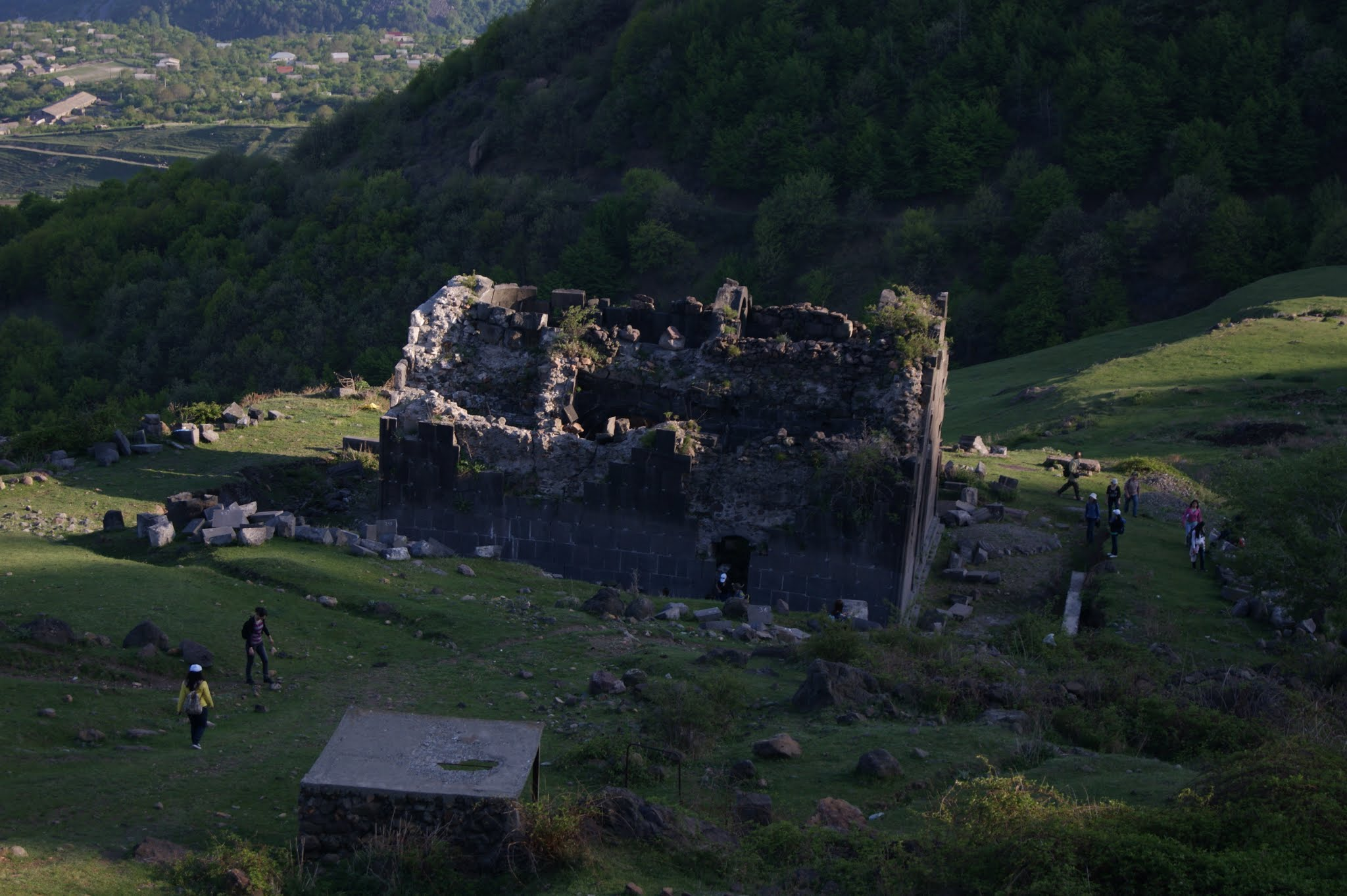
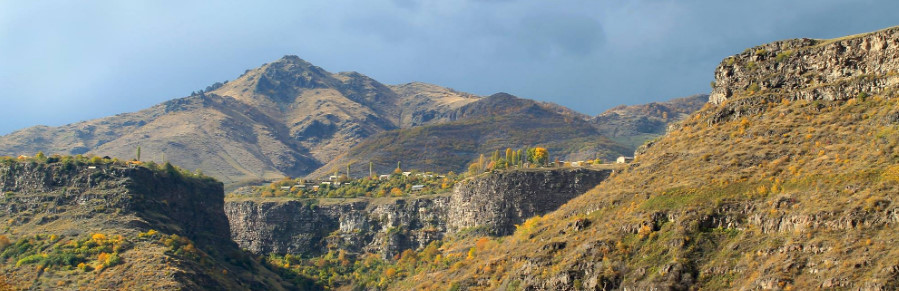
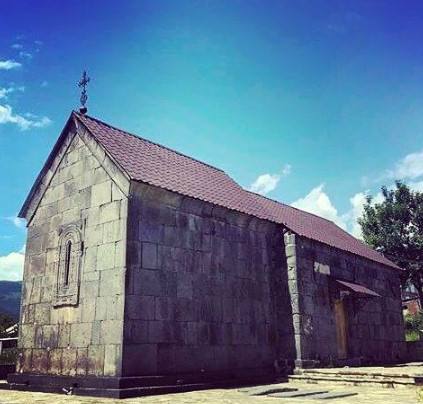
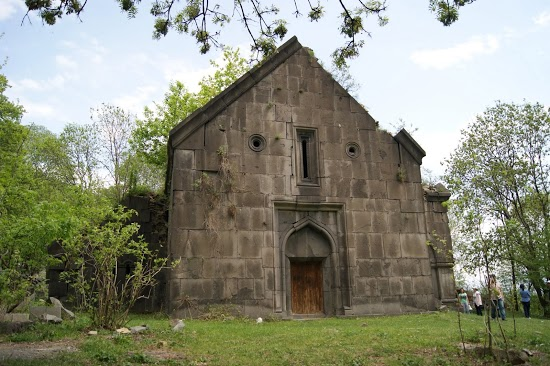
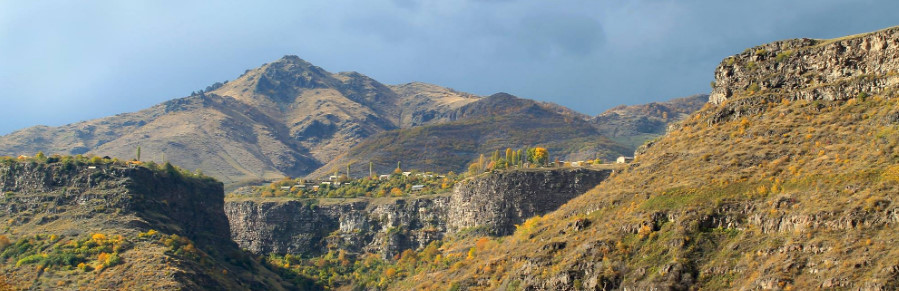